# Litleholmen (Stord)
Ne doit pas être confondu avec Litleholmen.
Litleholmen est une île norvégienne du comté de Hordaland appartenant administrativement à Stord.

## Description
Rocheuse et désertique, à fleur d'eau, elle s'étend sur environ 46 m de longueur pour une largeur approximative de 18 m. Elle a été raccordée à Litlabø pour former une digue protectrice et un port de plaisance.